# Erinnyis domingonis
Erinnyis domingonis là một loài bướm đêm nhỏ thuộc họ Sphingidae. Nó sống ở phần phía bắc của Nam Mỹ và có thể kéo dài về phía bắc như Texas. Người ta ít biết về loài này, kể cả loại cây chủ mà nó sinh sống.

## Phân loại
It is now considered a synonym of Erinnyis obscura.

## Hình ảnh

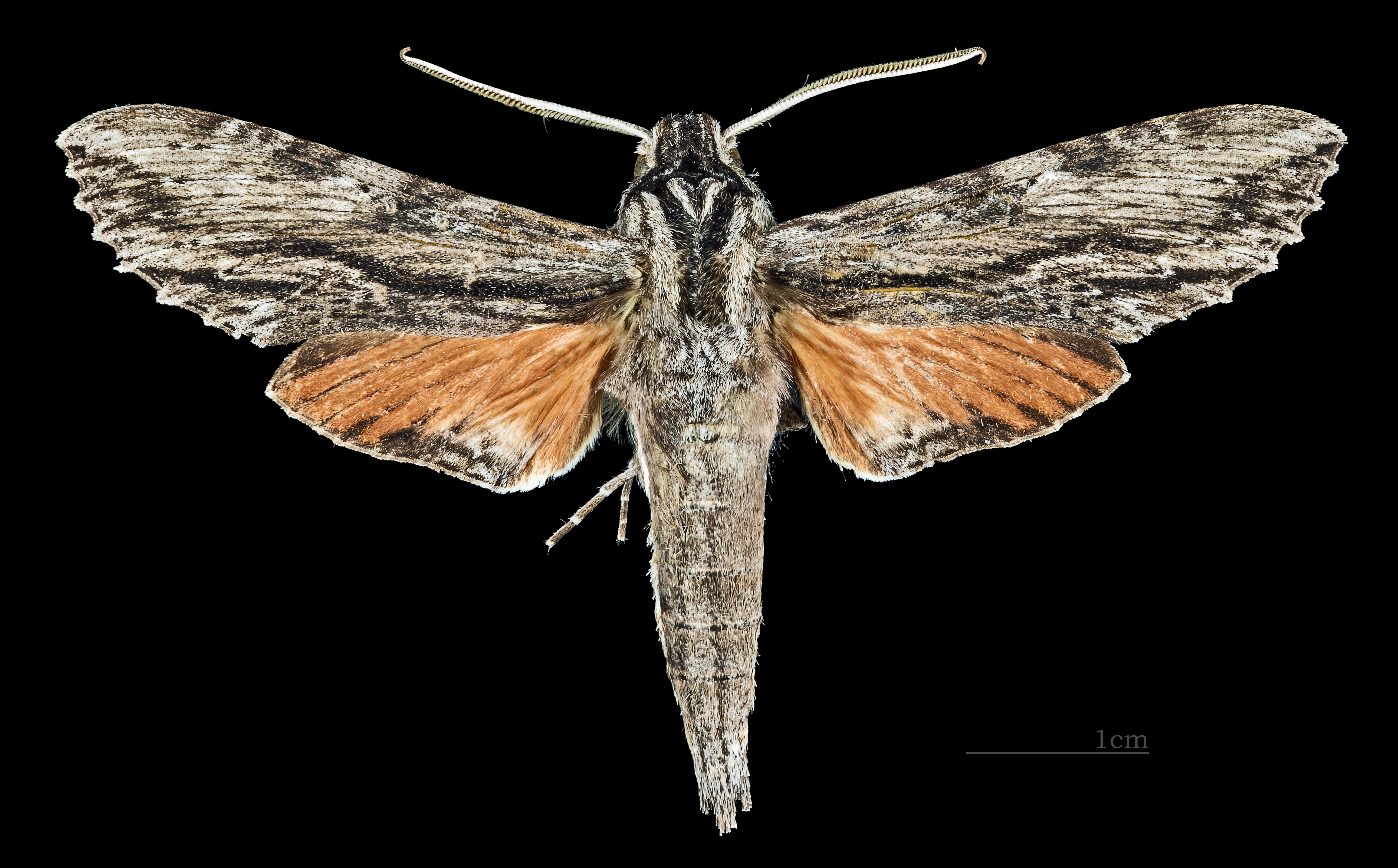